# Suszkinskaja
Suszkinskaja (ros. Сушкинская) – przystanek kolejowy w miejscowości Stancija Suszkinskaja, w rejonie odincowskim, w obwodzie moskiewskim, w Rosji. Położony jest na linii Moskwa – Mińsk – Brześć.